# Jim Cameron
James „Jim“ Cameron (* 1941) ist ein US-amerikanischer Jazzmusiker (Saxophon), der vor allem in der Jazzszene Neuenglands aktiv war.

## Leben und Wirken
Cameron begann 1958 mit dem Saxophonspiel und obwohl er sich selbst als Autodidakt betrachtet, studierte er kurze Zeit bei Lee Konitz und Jackie McLean. Im Laufe seiner Karriere trat er u. a. mit Lou Donaldson, Jimmy Garrison, Joe Jones, Phil Woods, Buddy Tate, Red Holloway, Teddy Kotick und Clark Terry auf. In den 1970er- und 80er-Jahren war Cameron in der Bostoner Jazzszene als Mitglied des Bunny Smith Quartet bekannt und spielte in einer Reihe von Bostoner Jazzclubs sowie beim Boston Globe Jazz Festival. In den 1980er Jahren tourte er mit den Bluesmusikern Katie Webster und Mighty Sam McLaine durch die USA und Kanada. Cameron trat in Frankreich, Portugal, Großbritannien und Japan auf. Im Bereich des Jazz war er laut Tom Lord zwischen 1993 und 2004 an fünf Aufnahmesessions beteiligt, mit Bob Nieske’s Wolf Soup, dem Dave Rasmussen Jazz Orchestra, Maggie Galloway und Paul Combs.